# Lijst van parken en reservaten in Victoria
Onderstaande parken en reservaten in de Australische deelstaat Victoria worden beheerd door Parks Victoria.

## Nationale Parken
A

Alfred -- Alpine
B

Baw Baw -- Brisbane Ranges -- Burrowa-Pine Mountain
C

Chiltern Box-Ironbark -- Churchill -- Coopracambra -- Croajingolong
D

Dandenong Ranges
E

Errinundra
F

French Island
G

Grampians
H

Hattah-Kulkyne
K

Kinglake
L

Lake Eildon -- Lind -- Little Desert -- Lower Glenelg
M

Mitchell River -- Mornington Peninsula -- Morwell -- Mount Buffalo -- Mount Eccles -- Mount Richmond -- Murray-Sunset
O

Organ Pipes -- Otway
P

Port Campbell
S

Snowy River
T

Tarra Bulga -- Terrick Terrick -- The Lakes
W

Wilsons Promontory -- Wyperfeld
Y

Yarra Ranges